# Чичестер (район)
Чичестер (англ. Chichester) — неметрополитенский район (англ. non-metropolitan district) в графстве Западный Суссекс (Англия). Административный центр — город Чичестер.

## География
Район расположен в западной части графства Западный Суссекс, на юге выходит на побережье пролива Ла-Манш, граничит с графствами Гэмпшир и Суррей.

## История
Район был образован 1 апреля 1974 года в результате объединения боро Чичестер и сельских районов (англ. Rural District) Мидхерст, Питворт и частично Чичестер.

## Состав
В состав района входят 4 города:
- Мидхерст
- Питворт
- Селси
- Чичестер

и 63 общины (англ. civil parish).